# Chalciope (fille de Rhexénor)
Pour les articles homonymes, voir Chalciope.
Dans la mythologie grecque, Chalciope (en grec ancien Χαλκιόπη / Khalkiopê), fille de Rhexénor (ou de Chalcodon), est la deuxième femme d'Égée, roi d'Athènes.

## Étymologie
Le nom Χαλκιόπη / Khalkiópê est composé de χαλκός / khalkós (« bronze ») et de ὄψ / óps (« œil », « regard », « visage ») : il signifie « visage de bronze ».

## Mythe
Chalciope est la fille de Rhexénor ou de Chalcodon. Elle est la deuxième femme d'Égée, roi d'Athènes,. Celui-ci ne put pas en obtenir d'enfants, comme avec sa première épouse Méta, et la répudia,.

### Sources antiques
- Pseudo-Apollodore, Bibliothèque [détail des éditions] [lire en ligne] (III, 15, 6).